# Just the Way You Are
„Just The Way You Are“ je píseň americké popového zpěváka Bruno Marse. Píseň pochází z jeho debutového studiového alba Doo-Wops & Hooligans. Produkce se ujmuli producenti The Smeezingtons, Needlz a Cassius D. Kalb.

## Hitparáda
| Země        | Umístění |
| ----------- | -------- |
| Austrálie   | 1        |
| Kanada      | 1        |
| Nový Zéland | 1        |
| USA         | 1        |
| Anglie      | 1        |
| Česko       | 14       |
| Slovensko   | 9        |
| Evropa      | 2        |
| Německo     | 1        |

| "Teenage Dream" od Katy Perry                                     | USA #1 hity 2. října ~ 30. října 2010                                | "Like A G6" od Far East Movement                                                          |
| "Start Without You" od Alexandra Burke Fuck You!" od Cee Lo Green | Anglické #1 hity 26. září ~ 2. října 2010 24. října ~ 30. října 2010 | "Written in the Stars" od Tinie Tempah featuring Eric Turner Promise This" od Cheryl Cole |
| "Only Girl (In the World)" od Rihanna                             | Kanadské #1 hity 8. října ~ 5. listopadu 2010                        | "Only Girl (In the World)" od Rihanna                                                     |
| "Raise Your Glass" od Pink                                        | Australské #1 hity 25. října ~ 31. října 2010                        | "Only Girl (In the World)" od Rihanna                                                     |